# Денисевич, Богдан Анатольевич
Богдан Анатольевич Денисе́вич (род. 17 августа 1999 года) — российский хоккеист, защитник. Воспитанник югорского хоккея. В настоящее время является игроком клуба «Авангард», выступающего в КХЛ.

## Карьера
Воспитанник югорского хоккея.
В Первенстве России выступал за «Нефтяник», «Беркуты Кубани» и «Олимпиец». Всего провёл 147 матчей, забросил 74 шайбы, отдал 75 результативных передач, набрал 174 минуты штрафа.
В ЮХЛ выступал за «Олимпиец» и «Югру», провёл 65 матчей, набрал 52 (25+27) очка, 48 минут штрафа.
В МХЛ дебютировал в сезоне 2017—2018. В составе «Мамонтов Югры» провёл 45 матчей, набрал 11 (4+7) очков при показателе полезности «+16». За «Омских Ястребов» сыграл 125 матчей, набрал 53 (11+42) очка при показателе полезности «+37».
В ВХЛ выступал за «Ижсталь», «Металлург» Нк и «Омские Крылья», сыграл 92 матча, набрал 23 (6+17) очка, показатель полезности «+4», 68 минут штрафа.

## Статистика
| Легенда | Легенда                    | Легенда | Легенда                   | Легенда | Легенда    |
| ------- | -------------------------- | ------- | ------------------------- | ------- | ---------- |
| И       | Количество проведённых игр | Штр     | Штрафное время            | +/−     | Плюс-минус |
| Г       | Голы                       | П       | Голевые передачи          | О       | Очки       |
| -       | Статистика неизвестна      | —       | Статистика не учитывалась |         |            |